# 二川町 (広島県)
二川町（ふたかわちょう）は、広島県安芸郡にあった町。現在の呉市の一部にあたる。

## 地理
- 海洋：広島湾
- 河川：二河川[1]

## 歴史
- 1889年（明治22年）4月1日、町村制の施行により、安芸郡吉浦村が発足[2]。
- 1902年（明治35年）
  - 4月1日、安芸郡吉浦村の一部が町制施行し、二川町が発足[1][3]。
  - 10月1日、安芸郡荘山田村、和庄町、宮原村と合併し、市制施行し呉市を新設して廃止された[1][3]。

### 地名の由来
二河川の本流と支流にできた「二ツ原」による。

## 交通

### 港湾
- 呉港[1]